# 加藤隆生
加藤 隆生（かとう たかお、1974年9月14日 - ）は日本の実業家・ソングライター。株式会社SCRAP代表取締役社長である。

## 経歴
岐阜県生まれ。京都府育ち。京都市立堀川高等学校、同志社大学文学部心理学科卒業。印刷会社勤務を1年半で退職し、2002年1月にロボピッチャーを結成、ボーカル・ギターを担当、1年ほど音楽活動に専念。京都でインディーズ音楽イベント「ボロフェスタ」を開催するため、2004年7月、京都府京都市を中心に配布するフリーペーパー「SCRAP」(2012年3月廃刊) を創刊、編集プロダクションで編集などに携わる。2007年7月に京都で開催した「リアル脱出ゲーム」が評判を博し、イベントプロデュースを手がけるようになる。2008年、株式会社SCRAP設立。2024年2月に、第74回芸術選奨新人賞 メディア芸術部門を受賞した。

## 出演
- 情熱大陸（毎日放送、2013年10月13日）
- 課外授業 ようこそ先輩（NHK教育テレビジョン、2015年12月25日）
- 激レアさんを連れてきた。（テレビ朝日、2020年1月11日）